# Tondi Fatehpur
Tondi Fatehpur é uma cidade e uma nagar panchayat no distrito de Jhansi, no estado indiano de Uttar Pradesh.

## Demografia
Segundo o censo de 2001, Tondi Fatehpur tinha uma população de 10,099 habitantes. Os indivíduos do sexo masculino constituem 54% da população e os do sexo feminino 46%. Tondi Fatehpur tem uma taxa de literacia de 48%, inferior à média nacional de 59.5%: a literacia no sexo masculino é de 62% e no sexo feminino é de 31%. Em Tondi Fatehpur, 17% da população está abaixo dos 6 anos de idade.